# トヒーブ・ジモ
トヒーブ・ゴラボ・O・ジモ（Toheeb Gbolabo O. Jimoh、1997年4月15日 - ）は、イギリスの俳優。彼は、Apple TV+のシリーズ『テッド・ラッソ』（2020-2023）でのサム・オビサニアの演技により、プライムタイム・エミー賞にノミネートされた。彼はまた、BBC Oneの伝記映画『アンソニー』（2020）やAmazon Primeのシリーズ『ザ・パワー』（2023）でもよく知られている。

## 来歴
ジモは1997年4月15日に南ロンドンのブリクストンで、ナイジェリア系の両親のもとに生まれた。 幼少期にナイジェリアに移り、7歳の時にロンドンに戻った。 彼はノーウッド・スクールに通い、 その後ギルドホール音楽演劇学校で学び、2018年に卒業した。
俳優としてほぼ新人の状態でBBC Oneの『アンソニー』で2005年の人種差別的な襲撃の被害者であるアンソニー・ウォーカーにキャストされた 。殺害されなかったウォーカーの人生を描いたこの作品で、 ジモの演技は高い評価を受けた。また、彼はAmazonのシリーズ『ザ・フィード』でマーカスを演じた。ジモはシェフィールド・クライシブルで上演された舞台『夏の夜の夢』に出演し、2020年にはアルメイダ劇場のクリスマス・プレイ『ナイン・レッスンズ・アンド・キャロルズ』で6人のパフォーマーの1人となり、ロンドンのCOVID-19ロックダウン後の劇場初のプロダクションに出演した。ジモが『テッド・ラッソ』のオーディションを受けた際、サム・オビサニアはガーナ人の設定だったが、ジモ自身と一致するようにナイジェリア人に変更された。彼の演技は称賛され、彼のキャラクターは番組の「ハートビート」と評されている。ジモは、Naomi Aldermanの同名の小説を基にしたAmazonのスリラーシリーズ『ザ・パワー』で、別のナイジェリア人キャラクターであるジャーナリストのトゥンデを演じている。また、ウェス・アンダーソン監督の映画『フレンチ・ディスパッチ』でも端役で出演。2023年の夏にロンドンのアルメイダ劇場で上演される『ロミオとジュリエット』の舞台でロミオを演じる。

## フィルモグラフィ

### 映画
| 年   | 題名                   | 役名    | 備考 |
| ---- | ---------------------- | ------- | ---- |
| 2021 | フレンチ・ディスパッチ | Cadet 1 |      |

### テレビ
| 公開年    | タイトル     | 役名             | 備考                                               |
| --------- | ------------ | ---------------- | -------------------------------------------------- |
| 2019      | London Kills | Leshae Hobbs     | Episode: "The Dark"                                |
| 2019      | The Feed     | Marcus           | Recurring role, 7 episodes                         |
| 2020      | Anthony      | Anthony Walker   | BBC TV movie                                       |
| 2020–2023 | Ted Lasso    | サム・オビサニア | リカーリングキャスト (S1 & 2), メインキャスト (S3) |
| 2023      | The Power    | Tunde Ojo        | メインキャスト                                     |

### 演劇
| 公開年 | タイトル         | 役名   | 備考                      |
| ------ | ---------------- | ------ | ------------------------- |
| 2023   | Romeo and Juliet | ロミオ | Almeida Theatre, West End |